# Reformu partija
Die Reformu partija (deutsch Reformpartei), bis 21. April 2012 Zatlera reformu partija (Zatlers Reformpartei), war eine politische Partei in Lettland.

## Geschichte
Die Partei wurde von Valdis Zatlers kurz nach dem Ende seiner Amtszeit als Staatspräsident Lettlands gegründet. Der Gründungskongress fand am 23. Juli 2011, dem Tag einer von ihm selbst veranlassten Volksabstimmung über die Auflösung des Parlaments, statt. Zatlers, der mit 251 zu 2 Stimmen zum Parteivorsitzenden gewählt wurde, hatte bereits am 9. Juli angekündigt, dass seine Partei auf keinen Fall mit den drei sogenannten Oligarchen-Parteien ZZS, LPP/LC und Tautas partija zusammenarbeiten werde. Eine Zusammenarbeit mit dem russischen Saskaņas Centrs sei erst möglich, wenn diese Partei die sowjetische Besetzung Lettlands 1940 als historischen Fakt anerkennen würde.
Die Partei erreichte bei der Wahl zur 11. Saeima 20,78 % der Wählerstimmen und wurde zweitstärkste Partei. Allerdings bildeten am 16. Oktober, einen Tag vor Zusammentritt des Parlaments, 6 ZRP-Abgeordnete eine eigene Fraktion.
Aufgrund niedriger Rating-Werte wurde am 27. Dezember 2013 beschlossen, bei den Parlamentswahlen 2014 gemeinsam auf einer Liste mit der Partei Vienotība anzutreten. Ein großer Teil der Parteimitglieder wechselte 2014 zu Vienotība.

## Weblink
- Website (lett./russ.)